# Azotyn metylu
Azotyn metylu – organiczny związek chemiczny, ester kwasu azotawego i metanolu. Najprostszy azotyn alkilowy.
W temperaturze pokojowej azotan metylu występuje w postaci mieszaniny izomerów cis i trans, przy czym forma cis jest nieco stabilniejsza niż trans.

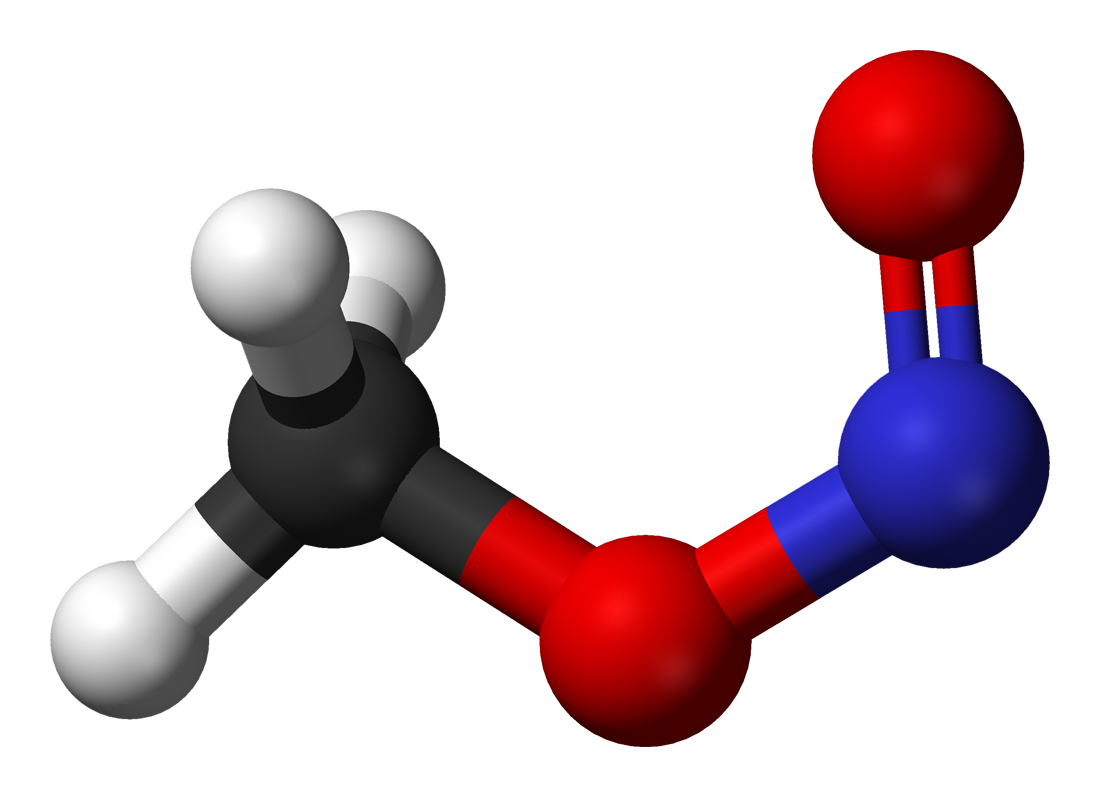
izomer cis
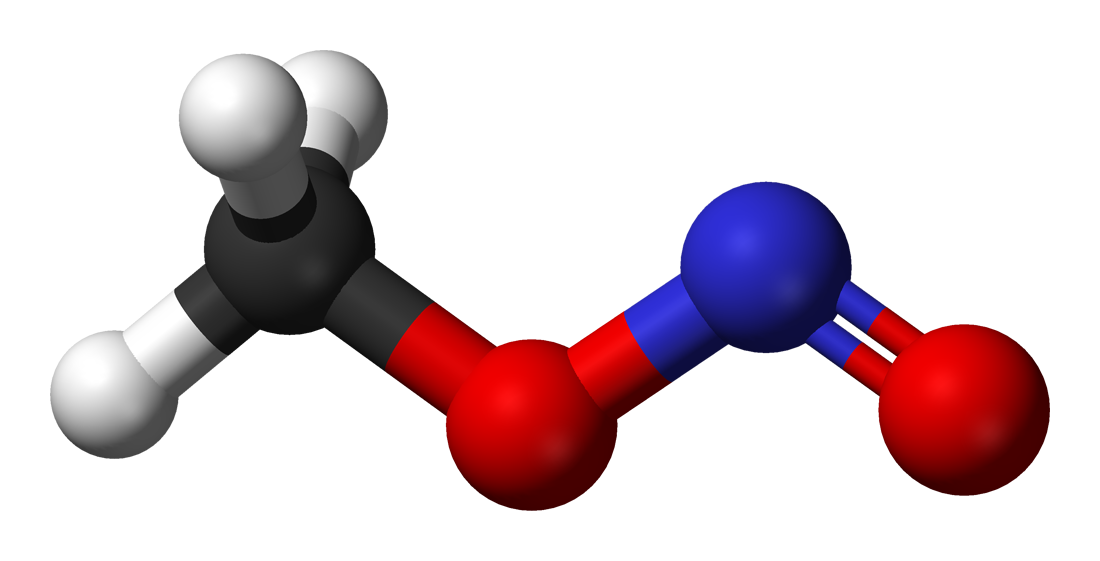
izomer trans